# Liste der Monuments historiques in Lalaye
Die Liste der Monuments historiques in Lalaye führt die Monuments historiques in der französischen Gemeinde Lalaye auf.

## Liste der Bauwerke
| Bezeichnung                                 | Beschreibung                                                                            | Standort                 | Kennzeichnung | Schutzstatus | Datum | Bild           |
| ------------------------------------------- | --------------------------------------------------------------------------------------- | ------------------------ | ------------- | ------------ | ----- | -------------- |
| Förderschacht des Bergwerks Haus Österreich | vom 16. bis zum Ende des 18. Jahrhunderts für den Blei, Kupfer- und Silberabbau genutzt | 57 rue de Charbes (Lage) | PA00085290    | Classé       | 1997  | weitere Bilder |